# Naga Sari (Muara Kuang)
Naga Sari is een bestuurslaag in het regentschap Ogan Ilir van de provincie Zuid-Sumatra, Indonesië. Naga Sari telt 1642 inwoners (volkstelling 2010).